# Soubor antických bohů (Lysá nad Labem)
Jedny z nejmladších soch v zámeckém parku Lysá v Lysé nad Labem v okrese Nymburk, můžeme nalézt pod hlavní terasou, na příčné ose k aleji alegorického souboru dvanácti měsíců. Šestice antických bohů orientovaných směrem k zámku pochází z období kolem roku 1760. Dnešní umístění soch není původní, což dokazují fotografie z počátků 20. století, na kterých se sochy nacházejí v rozích zatravněné plochy ve střední části čestného dvora. Avšak i toto místo nemuselo být původní vzhledem k rozsáhlým úpravám zámeckého parku, ke kterým došlo v  průběhu 19. století. Materiálem soch stal se jemnozrnný pískovec bílé, až šedobílé barvy mšenského typu s pozůstatky povrchových úprav. Autorem těchto soch byla dílna Ignáce Františka Platzera. Šestici antických bohů tvoří Jupiter (Zeus), Vulkán (Héfaistos), Diana (Artemis), Pomona, Gaia a Neptun (Poseidón). Soubor soch je součástí památkově chráněného zámeckého areálu.

## Sochy

### Alegorická socha Zeus (Jupiter)
První alegorickou postavou ze souboru antických bohů je nejvyšší z bohů Zeus (Jupiter). Jeho symbolem jsou žezlo, svazek blesků a orel. Právě nad králem ptáků, stojí Zeus rozkročen. V podobě orla Zeus získal například krásného prince Ganyméda pro službu na Olympu. Jupiter je oděn do pláště sepnutého páskou, jdoucí přes jeho hruď. Plášť zakrývá především zadní stranu figury a klín. V klíně vytváří plášť tradičně modelovaný uzel, který drží pohromadě i provázek obepínající levé stehno boha. Drapérie je modelována do hluboce mělkých záhybů. Ve figuře Jupitera můžeme spatřit štíhlého, pohledného muže v nejlepších letech. Jeho krátké kudrnaté kadeře, upravené vousy, drobný nosík, plné tváře a svůdné oči vytvářejí dohromady fyziognomii plně odpovídající vládci všech bohů. O tom, že vládcem je on, vypovídá i koruna, kterou má posazenou na své hlavě.

### Alegorická socha Vulkán (Héfaistos)
Alegorická postava Héfaista (Vulkána), jediného dělníka mezi bohy, boha kovářů, řemeslníků a ohně, stojí v mírném kontrapostu s levou nohou lehce pokrčenou a vysunutou vpřed.  Mezi symboly tohoto boha  řadíme kovadlinu, kovářské kladivo a kleště. Kovářské kleště nalezneme pod jeho levou nohou na plintu sochy. V pravé ruce drží kovářské kladivo. Předloktím levé i pravé ruky se opírá o atribut kovadliny. Kovadlina stojí na vysokém pařezu, ozdobeném na pravém boku přikovanými páskami pásky, pod kterými najdeme rovněž přikované blesky, odkazující na oheň. Za kovadlinou vidíme kovovou přilbici, ozdobné pásky a šavli s ozdobenou rukojetí. I Héfaistos  je ztvárněn jako štíhlá a atraktivní mužská figura. Bůh kovářů je oděn do pláště, spadajícího z jeho levého ramene přes hruď až do klína. Vzadu poté zakrývá téměř celá záda boha.

### Alegorická socha Diana (Artemis)
Alegorická socha Diany (Artemis) zpodobňuje římskou bohyni lovu a měsíce. Tato ochránkyně divé zvěře a lesů, bývá nejčastěji ztvárněna v doprovodu lesní zvěře či psů a s lukem. Diana z lyského souboru zaujímá postoj mírného kontrapostu. Pravou uvolněnou nohou našlapuje na dřevěný pařez, odkazující na les. O tento pařez opírá také atribut lovu, luk. Ten přidržuje nahoře pravou rukou. Bohyně je oděna do šatů s krátkou suknicí. Šaty má přichycené kolem krku ovázanou šňůrkou tak, že můžeme obdivovat její ňadra v plné kráse. Kromě letních šatů má na sobě ještě plášť zakrývající partie zad. Tento plášť si bohyně přidržuje zezadu levou rukou. Šaty i plášť vytváří měkké záhyby, spadající povětšinou směrem dolů. Na plášti najdeme ještě na zádech zavěšený toulec se šípy. Ve vlasech má panenská bohyně diadém s půlměsícem, připomínající, že je kromě lovu i bohyní měsíce.

### Alegorická socha Pomona
Manželka boha Vertumna, římská bohyně Pomona, představuje třetí sochu z antického souboru. Tato starořímská bohyně bývá většinou zobrazována s velkou mísou naplněnou ovocnými plody nebo také s rohem hojnosti. V Lysé stojí v mírném kontrapostu s levou nohou vysunutou vpřed. Za její levou nohou na úrovni pravé nohy najdeme zděný pilíř z pravidelných kamenných kvádrů. Tento sloupek dosahuje svým vrcholem zhruba na úroveň pasu římské bohyně. Na sloupek je umístěn mělký koš naplněný ovocnými plody. Koš přidržuje Pomona svou levou rukou. V pravé ruce zdvihá cíp pláště a šatů tak, že nám svůdně odhaluje své levé stehno. Letní, takřka průsvitné šaty jsou pomocí pásky jdoucí přes její levé rameno přidržovány tak, že opět můžeme obdivovat její ňadra v plné kráse. Na hlavě má bohyně ovocných stromů posazenou čelenku z tepaného kovu zdobeného drahokamem. Oproti Dianě, která je ztvárněna jakožto dospělá žena, spatřujeme v Pomoně spíše ještě dívku, avšak nesmírně krásnou. Její líbezné, dlouhé kudrnaté kadeře, uvázané vzadu do drdolu, malý nosík, drobná ústa s plnými rty, krásné oči, doplněné štíhlou figurou, představují ideál ženské krásy. 

### Alegorická socha Gaia
Poslední figurou ženy v antickém souboru je bohyně země a sama Země, Gaia, alespoň podle akademického sochaře Adamce.  Na starších fotografiích je totiž s touto božskou postavou ztotožňována nejvyšší bohyně a bohyně manželství Héra (Juno). „Matka Země" stojí v mírném kontrapostu s pravou nohou předsunutou. Pravou nohou stojí na spodku vysokého pařezu stromu. Pařez je ozdoben určitým typem pnoucí rostliny. K vrcholu pařezu směřuje levá ruka bohyně, ve které má klíč určený snad k odemčení hradební brány. Za klíčem na vrcholu pařezu můžeme také spatřit neznámé rostlinné plody, které Gaia přidržuje svou levou rukou. Štíhlou figuru řecké bohyně zahaluje plášť spojený páskou jdoucí přes její pravé rameno. Plášť zakrývá partie klína a zad a vytváří hluboké měkce modelované záhyby. Na hlavě má postava posazenou korunku vytvořenou z hradebních zdí.

### Alegorická socha Neptun (Poseidón)
Nejsevernější sochou z celého souboru je Neptun (Poseidón). Neptunus je známý jakožto italské božstvo pramenícího vodstva. Jako „Nethuns" se objevuje tento bůh již u  náboženství Etrusků. Od Poseidona převzal tento bůh, jak podobu, tak i funkci boha moře. V lyském souboru stojí vládce moře v mírném kontrapostu. V levé ruce drží trojzubec opírající se hroty o mořského živočicha, jenž by se snad dal interpretovat jako delfín. Delfín patří mezi zvířata, zasvěcená Poseidonovi spolu s býkem a koněm. Zlatý trojzubec je také je tradičním atributem tohoto boha. S tímto nástrojem dokázal rozbouřit nebo utišit nejstrašnější bouře, drtil jím skály, či dokonce i zabíjel ty, kteří se mu protivili.  Pravou rukou Neptun přidržuje plášť, který mu zepředu zakrývá partie klína. Plášť přidržuje páska jdoucí přes pravé tříslo božstva. Lehce zvrásněná tvář s plnovousem a řidší kudrnaté kadeře nám prozrazují, že Neptun je již vyššího věku, nežli předchozí alegorické sochy z antického souboru. Přes svůj vyšší věk je však ve výborné kondici, což dokazuje jeho mohutná svalnatá postava. Své atraktivity bůh moře často a hojně využíval, byl totiž podobně záletný jako Zeus. Ještě je třeba zmínit korunu, nasazenou na hlavě Neptuna (Poseidona). Tato koruna zdůrazňuje, že vládcem vodstva je on.

## Fotogalerie

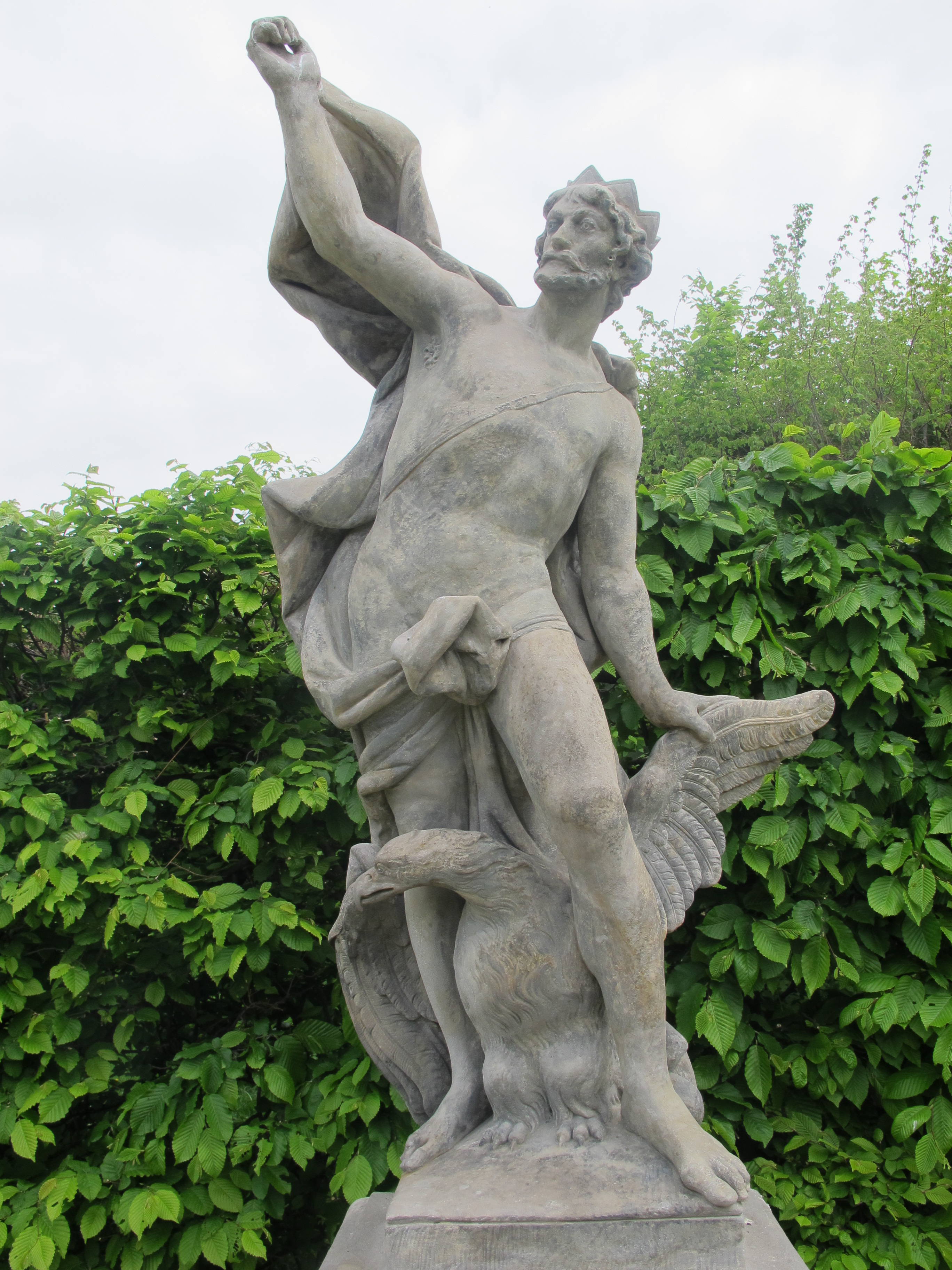
Socha Jupiter (Zeus)
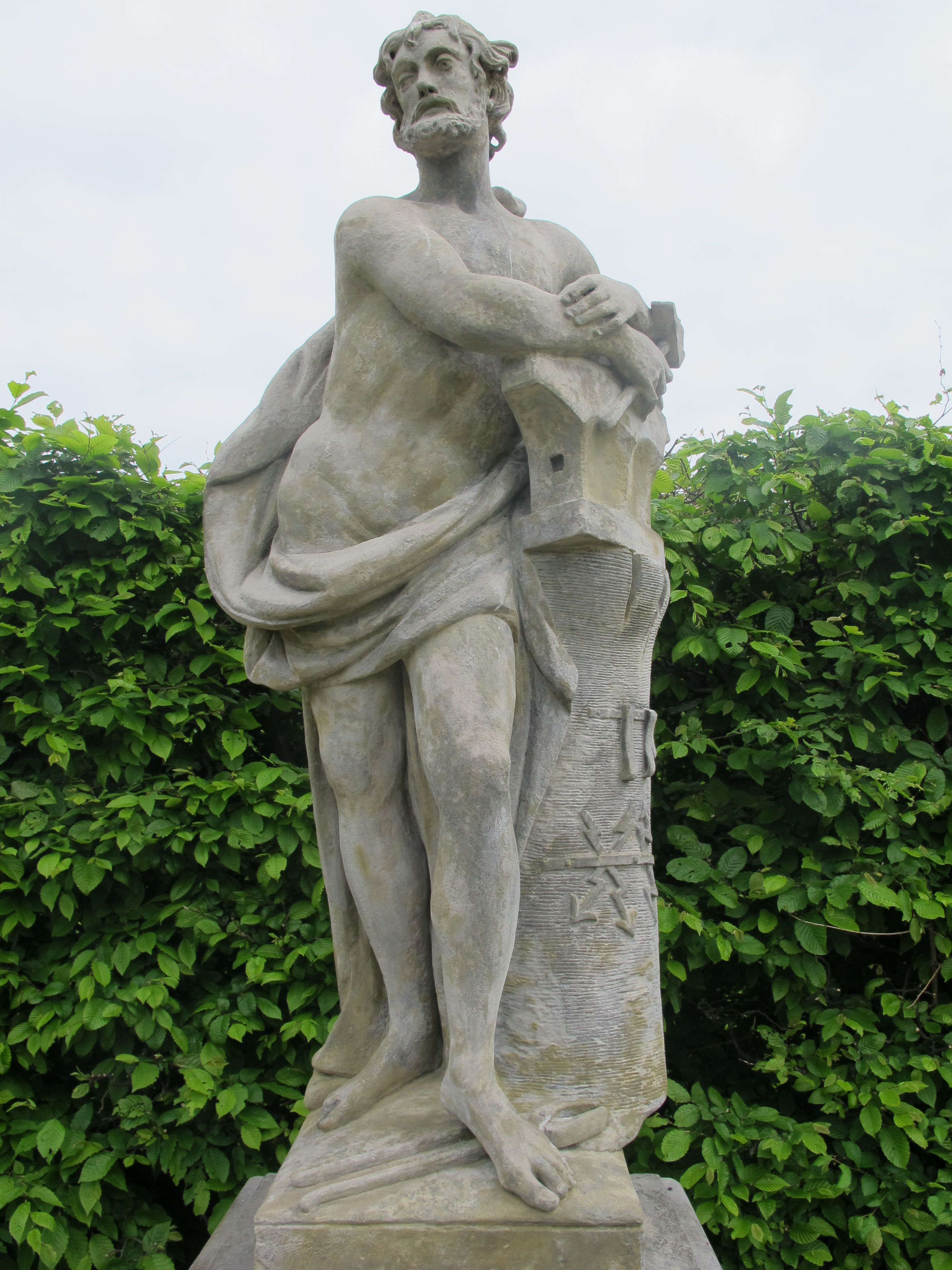
Socha Vulkán (Héfaistos)
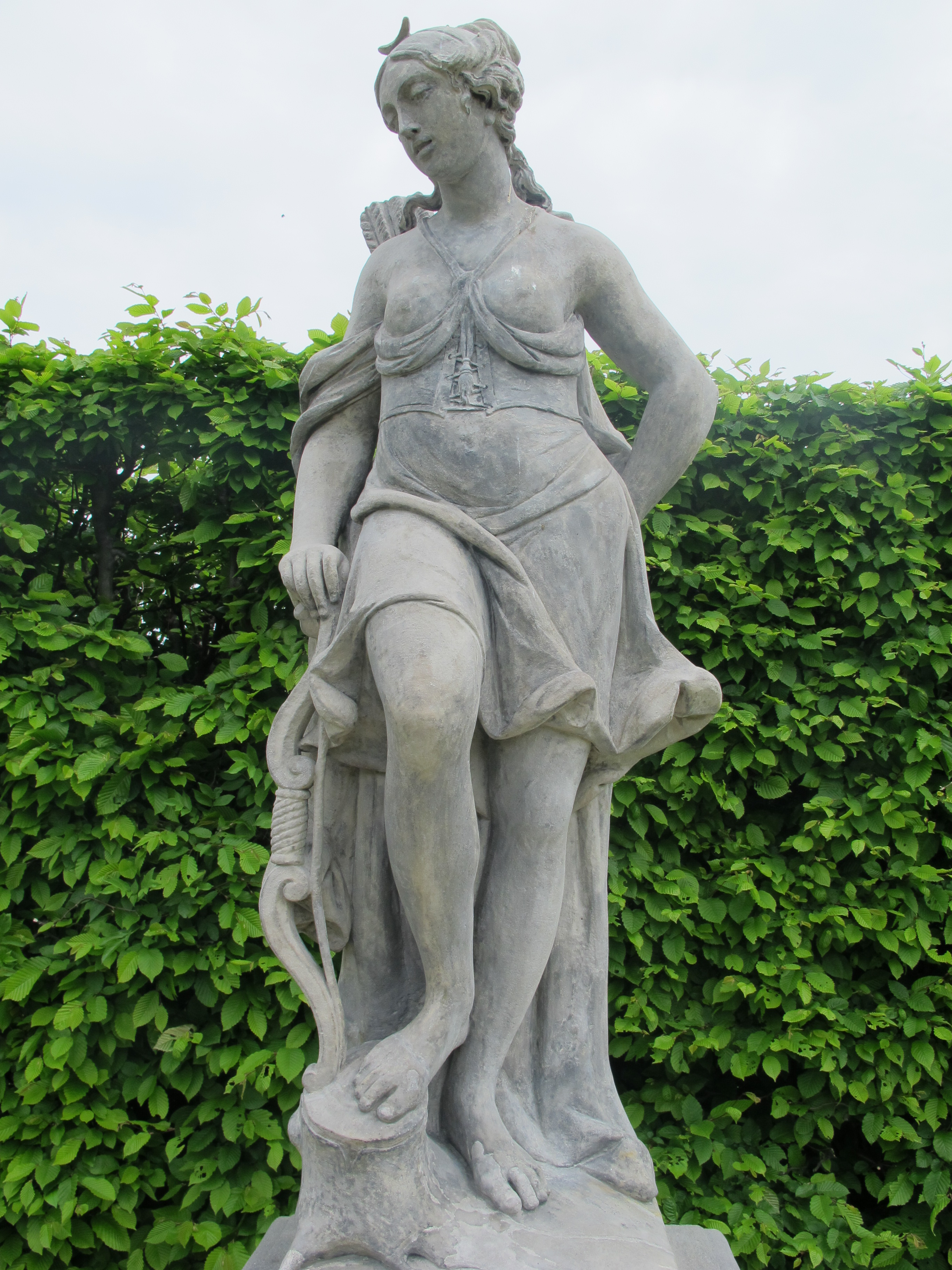
Socha Artemis (Diana)
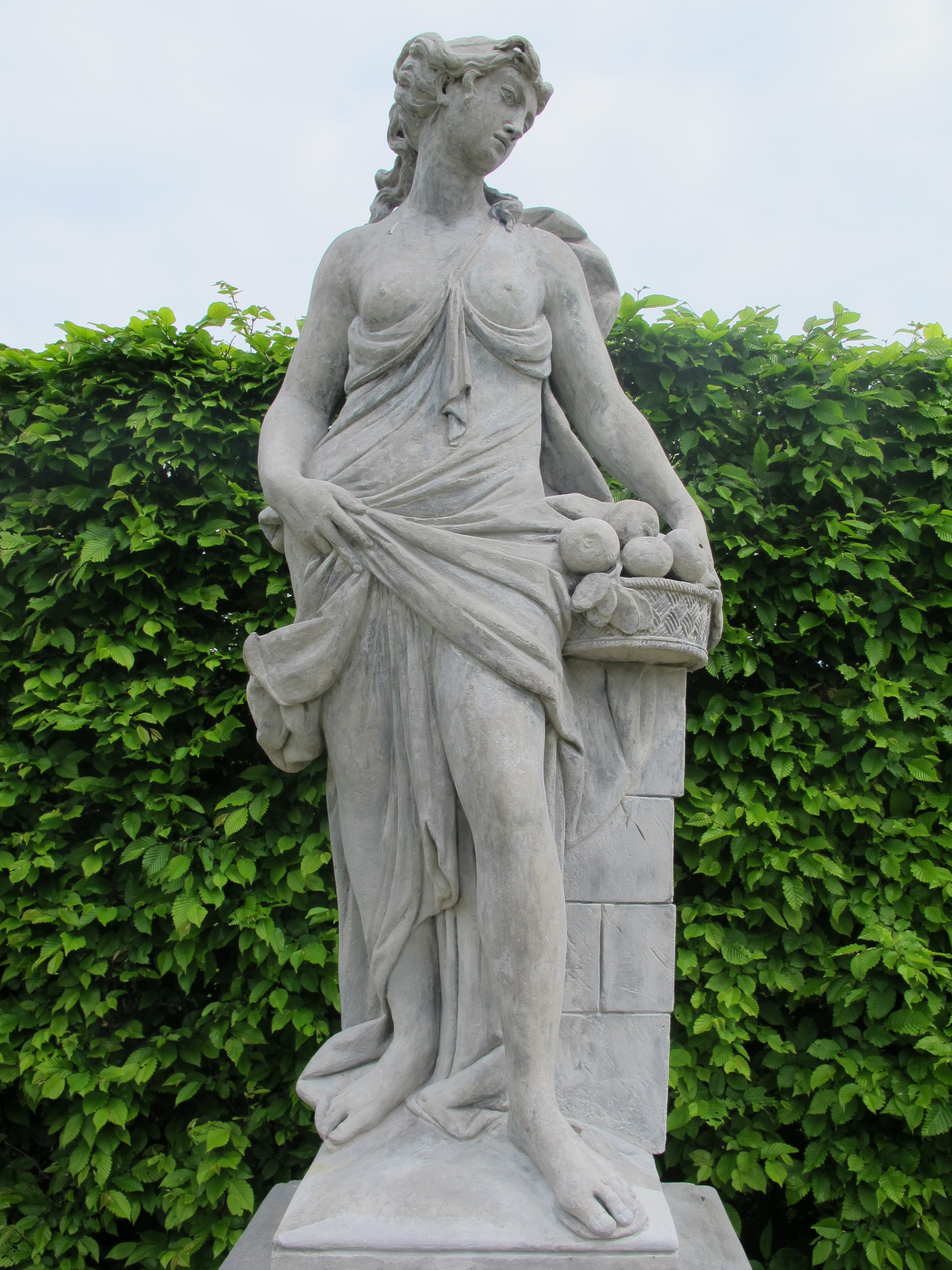
Socha Pomona
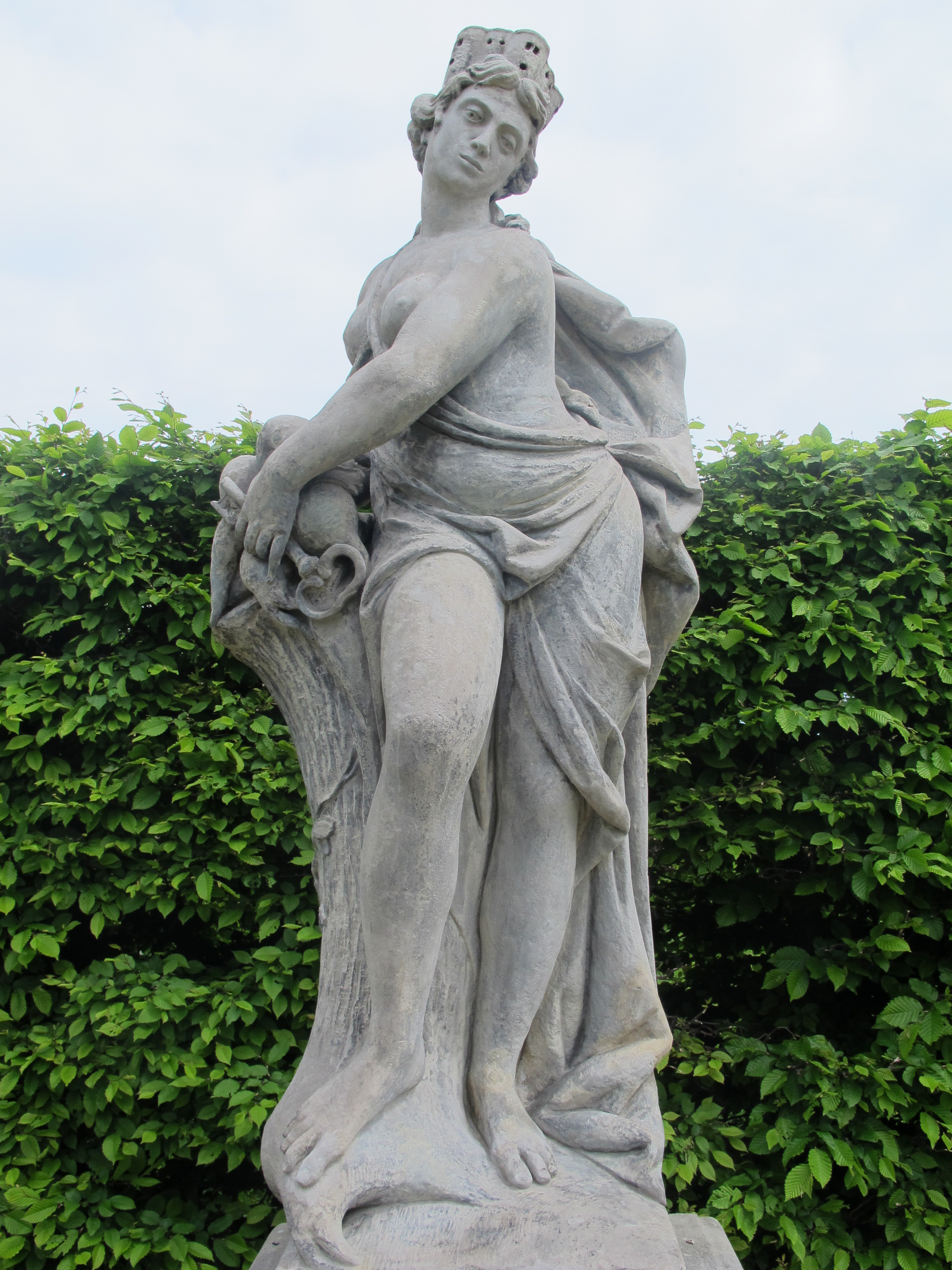
Socha Gaia
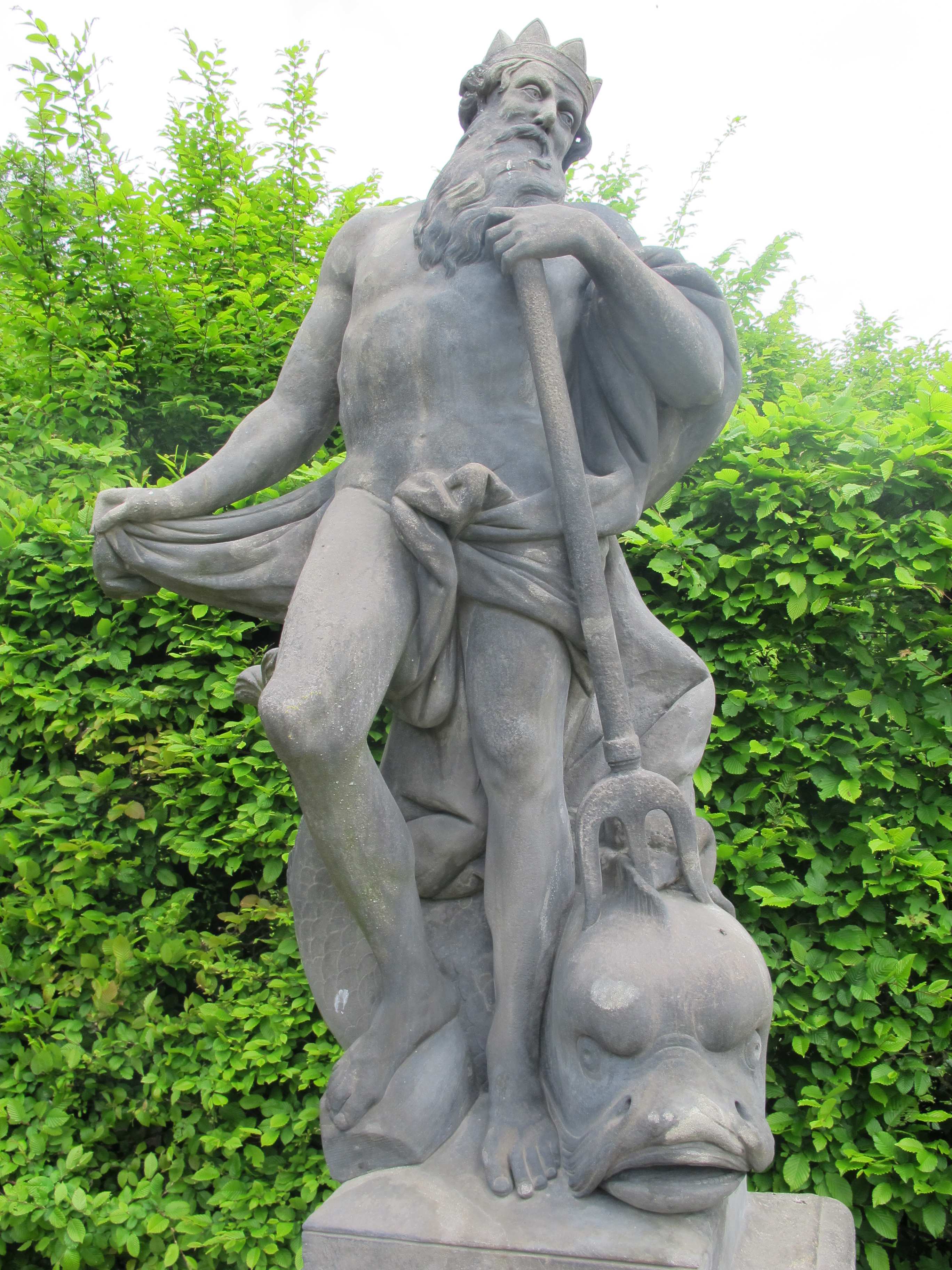
Socha Neptun (Poseidón)